# Tetraponera undet
Tetraponera undet é uma espécie de formiga do gênero Tetraponera, pertencente à subfamília Pseudomyrmecinae.